# بلوبل (یوتا)
بلوبل (به انگلیسی: Bluebell) یک منطقهٔ مسکونی در ایالات متحده آمریکا است که در شهرستان دوشن، یوتا واقع شده‌است. بلوبل ۲۵٫۲۸ کیلومتر مربع مساحت و ۲۹۳ نفر جمعیت دارد و ۱٬۸۹۰٫۰۹ متر بالاتر از سطح دریا واقع شده‌است.